# Anthodes
Anthodes é um gênero de traça pertencente à família Arctiidae.